# Helge Ingstad

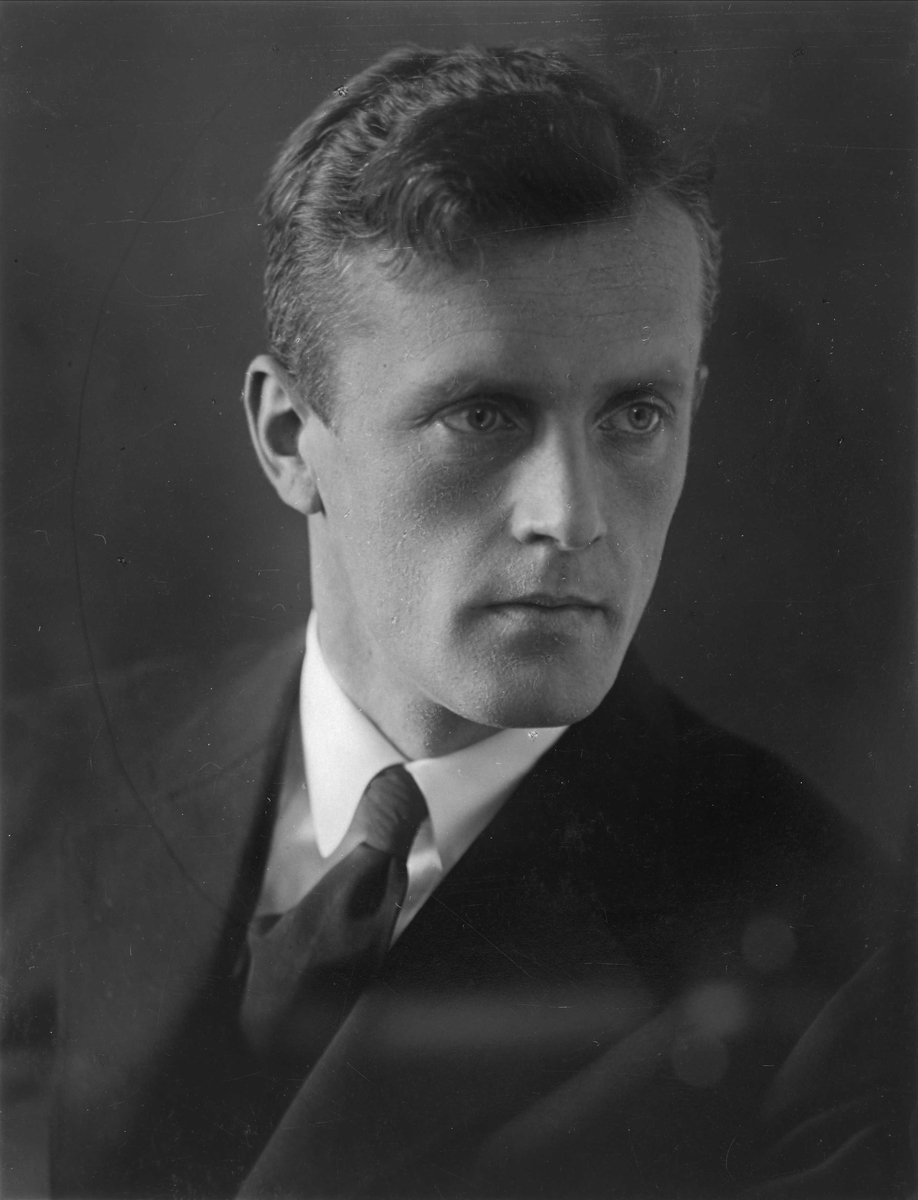
Helge Ingstad (1935)

Helge Marcus Ingstad (* 30. Dezember 1899 in Meråker; † 28. März 2001 in Oslo) war ein norwegischer Archäologe, Schriftsteller und Abenteurer. Gemeinsam mit seiner Ehefrau Anne Stine Ingstad fand er die Wikingersiedlung im kanadischen L’Anse aux Meadows und bewies damit den wahren Kern der isländischen Vinland-Sagas, denen zufolge skandinavischen Siedlern aus Grönland bereits 500 Jahre vor Kolumbus die Entdeckung Amerikas gelungen war.

## Leben

### Familie und Jugend
Helge Ingstad war der Sohn des Ingenieurs Olav Ingstad (1867–1958) und seiner Frau Olga Marie Qvam (1869–1946). Sein Vater war der Sohn des Juristen Marcus Pløen Ingstad (1837–1918). Dessen Großvater, der Historiker Ludvig Stoud Platou (1778–1833), war ein Cousin von Christian Alexander Platou (1779–1829), der Inspektor von Grönland war sowie Stammvater des grönländischen Zweigs der Familie Platou. Helge Ingstads Schwester Gunvor (1897–1975) war mit dem Heraldiker Hallvard Trætteberg (1898–1987) verheiratet, der unter anderem das Staatswappen Norwegens zeichnete.
Helge Ingstad wurde in Meråker in Trøndelag geboren. Die Familie zog mehrfach um und ab 1915 lebte er in Bergen. Er besuchte die Kathedralschule in Bergen, die er 1918 mit Spezialisierung auf Latein verließ. In seiner Schulzeit begeisterte er sich für Lyrik und schrieb vermutlich mehrere 1927 in einer Anthologie herausgegebene Gedichte, die jedoch unter anderem wegen des Gebrauchs von Pseudonymen nicht identifiziert werden konnten.

### Studium und Arbeit als Jurist
Nach dem Schulabschluss 1918 begann er in Kristiania Jura zu studieren. In dieser Zeit wurde er ein passionierter Schachspieler und gründete 1919 den bis heute bestehenden Akademisk Sjakklubb. 1922 schloss er das Studium als cand.jur. ab. Anschließend absolvierte er seinen Militärdienst und wurde dann als Jurist im Bezirk des Sorenskrivers von Stjørdal und Verdal angestellt. 1924 eröffnete Helge Ingstad seine eigene Anwaltskanzlei in Levanger.

### Aufenthalt in Kanada
Die Arbeit als Anwalt wurde ihm bald zu eintönig und er beschloss, sein Leben zu ändern und in die kanadische Wildnis zu ziehen. Nach einem Studienaufenthalt in Paris reiste er 1926 nach Kanada. Dort wurde er vom ebenfalls in Kanada lebenden Norweger Hjalmar Dale zum Trapper ausgebildet. 1930 kehrte er nach vier Jahren nach Norwegen zurück und verarbeitete seine Erlebnisse im 1931 veröffentlichten Buch Pelsjegerliv, das sich zum Bestseller entwickelte.

### Sysselmann in Nordostgrönland und Spitzbergen

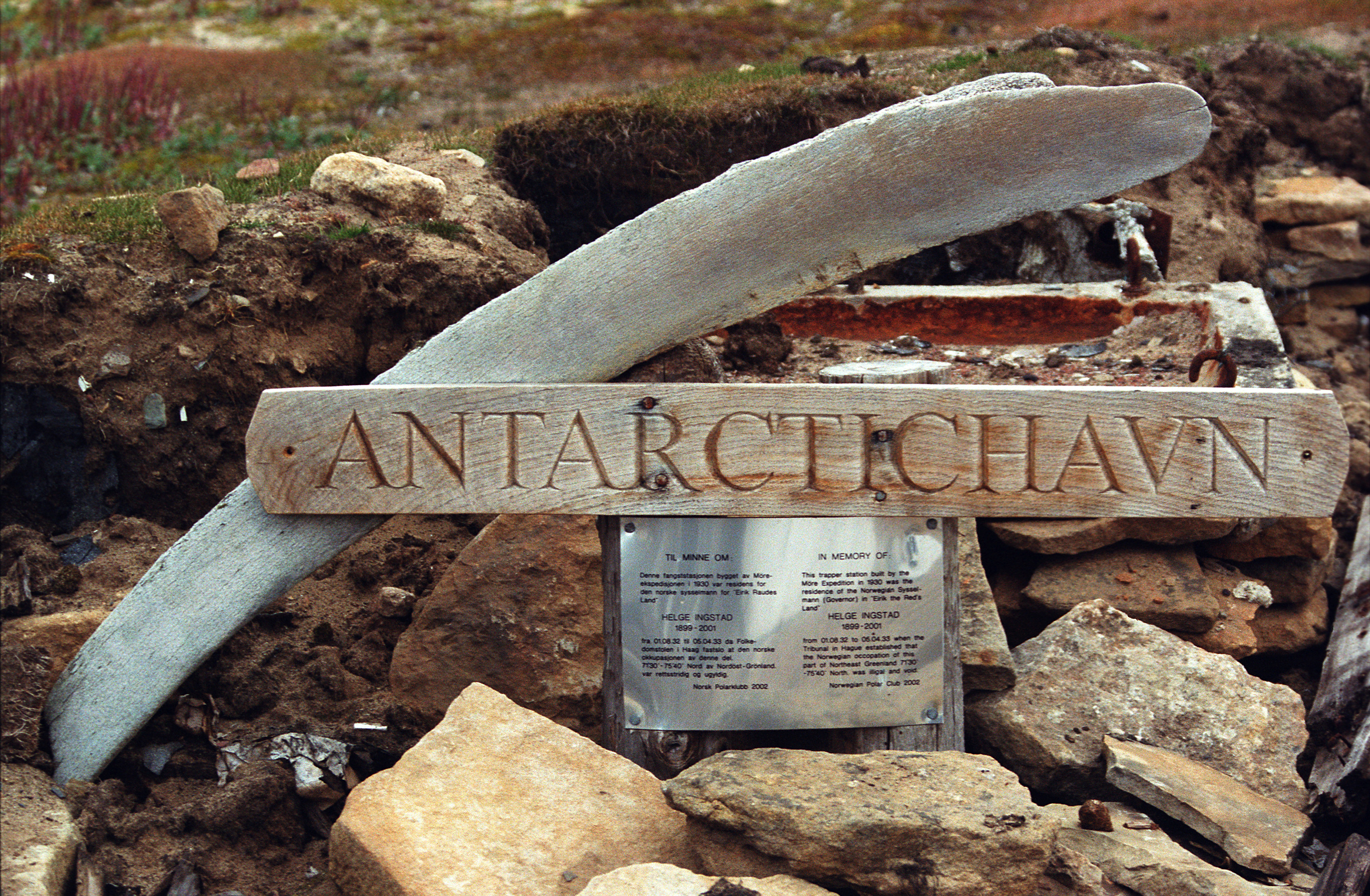
Gedenktafel in Antarctic Havn

In den 1920er Jahren hatte sich der dänisch-norwegische Konflikt um die Oberhoheit über die unbewohnten Gebiete der grönländischen Ostküste zugespitzt. 1931 okkupierte Norwegen einen Teil Nordostgrönlands, der den Namen Eirik Raudes Land erhielt. Zur offiziellen Verwaltung des menschenleeren Gebiets wurde ein Sysselmann eingesetzt und die Wahl fiel auf Helge Ingstad, da er Erfahrung mit dem Überleben in arktischen Gebieten hatte. Helge Ingstad reiste in Eirik Raudes Land umher und hatte seinen Sitz in der Station Antarctic Havn bei Mestersvig. Man hielt sich die Möglichkeit offen, das okkupierte Gebiet auszuweiten, allerdings grenzte im Süden die Kolonie Scoresbysund (Ittoqqortoormiit) an, die 1925 von Dänemark gegründet worden war, um die eigenen Ansprüche auf Ostgrönland ausweiten zu können. Der Internationale Gerichtshof in Den Haag entschied 1933, dass ganz Grönland ein Teil Dänemarks war, und Norwegen musste seine Ansprüche zurückziehen, sodass Eirik Raudes Land aufgelöst wurde. Wegen seiner Erfahrung wurde Helge Ingstad direkt im Anschluss zum Sysselmann von Spitzbergen ernannt. Er führte das Amt bis 1935 aus.
Helge Ingstad hielt auch Vorträge im Rundfunk, so etwa am 25. Februar 1932 zum Thema Unter Polarwölfen auf Stockholm Radio oder 1953 auf RIAS drei Vorträge mit dem Titel Nunamlut – ich lebte unter Eskimos.

### Forschungsreisen und Kriegszeit
Immer noch geprägt von seinem Aufenthalt in Kanada war er an den nordamerikanischen Indianerstämmen interessiert und reiste deswegen 1936 nach Mexiko, um die Kultur der dortigen Apachen zu untersuchen. 1938 kehrte er zurück nach Norwegen.
Während des Zweiten Weltkriegs arbeitete Helge Ingstad ab 1940 für das Norwegische Rote Kreuz, um die Nahrungsmittel- und Medizinversorgung in Norwegen sicherzustellen und zu dokumentieren. Für diese Arbeit wurde er vom Roten Kreuz mit einer Medaille ausgezeichnet. Am 21. Mai 1941 heiratete er die knapp 20 Jahre jüngere Anne Kristine Stolt Moe (1918–1997), die unter dem Namen Anne Stine Ingstad gemeinsam mit ihrem Ehemann eine bedeutende Archäologin werden sollte.
Gegen Kriegsende wurde er von Niels Christian Ditleff gebeten, die Rückführung von dänischen und norwegischen Kriegsgefangenen aus den deutschen Konzentrationslagern zu organisieren. Heinrich Himmler lehnte aber die Zusammenarbeit mit dem feindlichen Norwegen ab, sodass der aus dem neutralen Schweden stammende Folke Bernadotte zum Organisator der Rettungsaktion der Weißen Busse wurde.
Nach Kriegsende wurde Helge Ingstad zum Rechtsberater im Raum Lillehammer bei den norwegischen Entnazifizierungsprozessen ernannt.
Im Sommer 1947 wurde er stellvertretend noch einmal zum Sysselmann auf Spitzbergen ernannt, wo er mit dem Kalten Krieg konfrontiert wurde.
Von 1949 bis 1950 hielt er sich in Alaska auf, wo er ethnografische Untersuchungen bei den Nunamiut vornahm. Seine Aufzeichnungen zu Sagen und seine Tonbandaufnahmen von Liedern wurden später von Knut Bergsland und Eivind Groven verarbeitet.

### Die Suche nach Vinland
Vor dem Krieg war Helge Ingstad im Zusammenhang mit seinen Büchern über seine Expeditionen Mitglied von Den norske Forfatterforening (DNF) geworden. Während des Höhepunkts des norwegischen Sprachstreits 1951/52 setzte Helge Ingstad sich für die Bewahrung des Riksmål ein. Die DNF wurde gebeten, Mitglieder für einen Ausschuss auszuwählen, die für die Schaffung des Samnorsk arbeiten sollten. Dies führte aus Protest zum Austritt von 32 Riksmålbefürwortern aus der Vereinigung, darunter Helge Ingstad, der 1952 die Forfatterforeningen als Gegenvereinigung mitgründete.

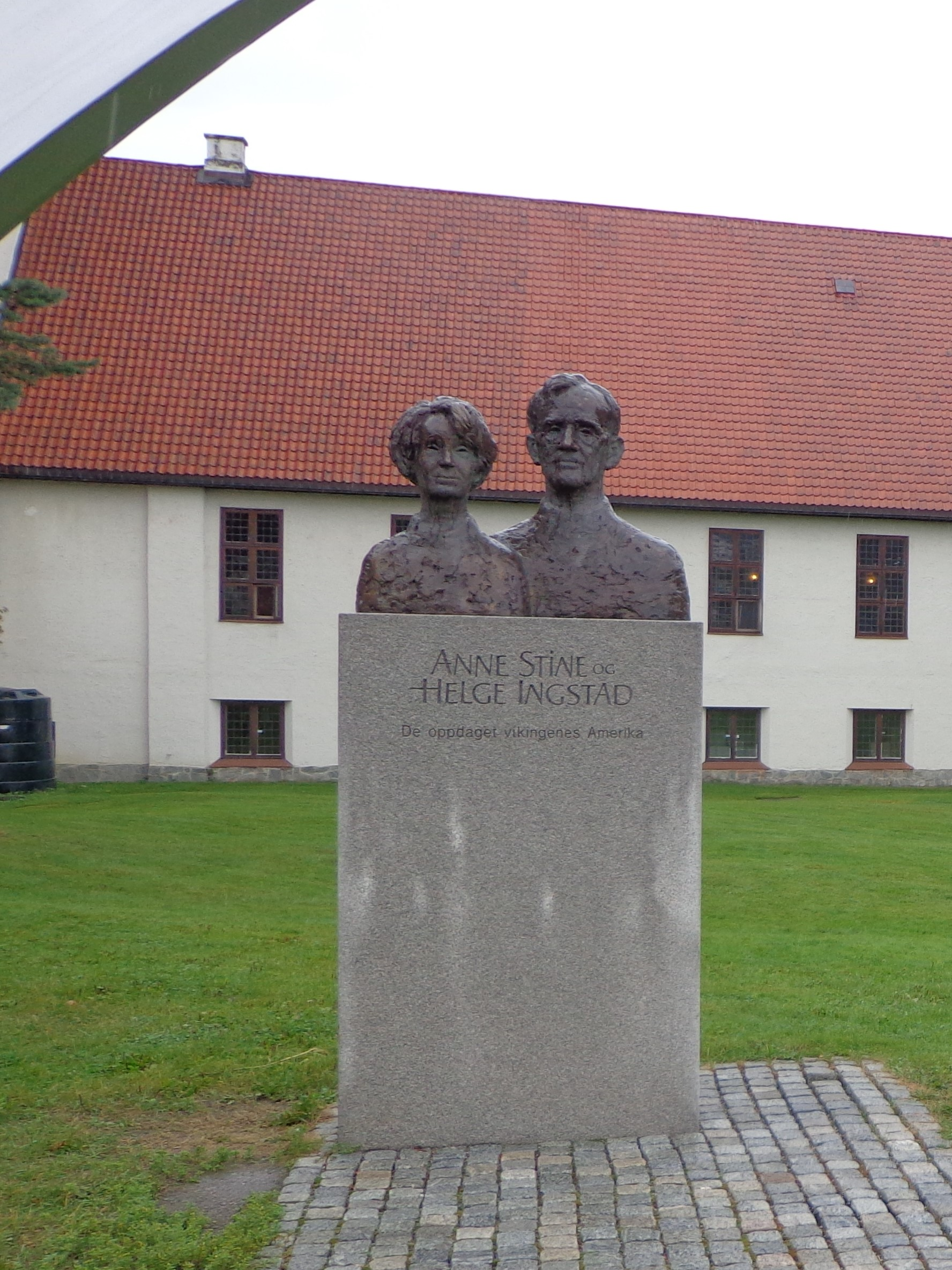
Denkmal für Helge Ingstad und seine Frau vor dem Wikingerschiffhaus in Oslo

Anfang der 1950er Jahre verstärkte sich Helge Ingstads Interesse für die altnordische Sagaliteratur. Das dort genannte Vinland war bis dahin nicht identifiziert worden. Um herauszufinden, wie weit nördlich oder südlich Vinland lag, reiste er 1953 gemeinsam mit seiner Frau nach Westgrönland, um mit einer experimentalarchäologischen Herangehensweise die Ruinen der Grænlendingar zu untersuchen, um deren Lebensbedingungen und daraus resultierende Gedankengänge zu verstehen, die sie zur Suche nach neuen Siedlungsgebieten motiviert hatten. Gemeinsam mit seiner Tochter Benedicte, dem einzigen Kind des Ehepaars, reiste Helge Ingstad 1960 an die kanadische Ostküste, um die Küstengebiete mit den Beschreibungen aus den Sagas zu vergleichen.
Er zog den Schluss, dass Vinland auf Neufundland gelegen haben muss. Neben seinen Untersuchungen in Grönland zog er diesen Schluss aus den Informationen, die in den Vinland-Sagas genannt wurden, aus einem Forschungsartikel von William Azariah Munn von 1914 und einer isländischen Karte aus dem 17. Jahrhundert, in der ein Kap namens Promontorium Windlandiae genannt wurde. In L’Anse aux Meadows fragte er den Fischer George Decker, ob ihm ungewöhnliche Ruinen in der Gegend bekannt wären. George Decker führte ihn zu Ruinen, die er für indianischen Ursprungs hielt. Es stellte sich heraus, dass sie etwa aus dem Jahr 1000 stammten und europäischer Herkunft waren. Während acht Expeditionen zwischen 1961 und 1968 wurden europäische Artefakte entdeckt und es zeigte sich, dass die Ruinen architektonisch denen der Grænlendingar in Grönland entsprachen. In den ersten Jahren fühlten sich Helge und Anne Stine Ingstad enormer Skepsis ausgesetzt, die das Ehepaar persönlich betraf. Erst nachdem die beiden Archäologen Henry Collins und Junius Bird die Ausgrabungen besucht hatten, wurde die Theorie 1963 in der Forschungswelt anerkannt und vom Time Magazine zu einer der bedeutendsten Entdeckungen des 20. Jahrhunderts gekürt.

### Späte Jahre
Im Alter setzte Helge Ingstad sich für den Nichtbeitritt Norwegens zur Europäischen Gemeinschaft und auf Seite der Samen im Alta-Konflikt ein. Daneben befasste er sich vor allem mit der Auswertung des Materials und dem Verfassen von weiteren Büchern.
Helge Ingstad starb 2001 vier Jahre nach seiner Frau im Alter von 101 Jahren in Oslo und erhielt ein Staatsbegräbnis, bei dem der norwegische Staatsminister Jens Stoltenberg die Grabrede hielt und auch der norwegische König Harald V. und Königin Sonja anwesend waren.

## Ehrungen und Auszeichnungen

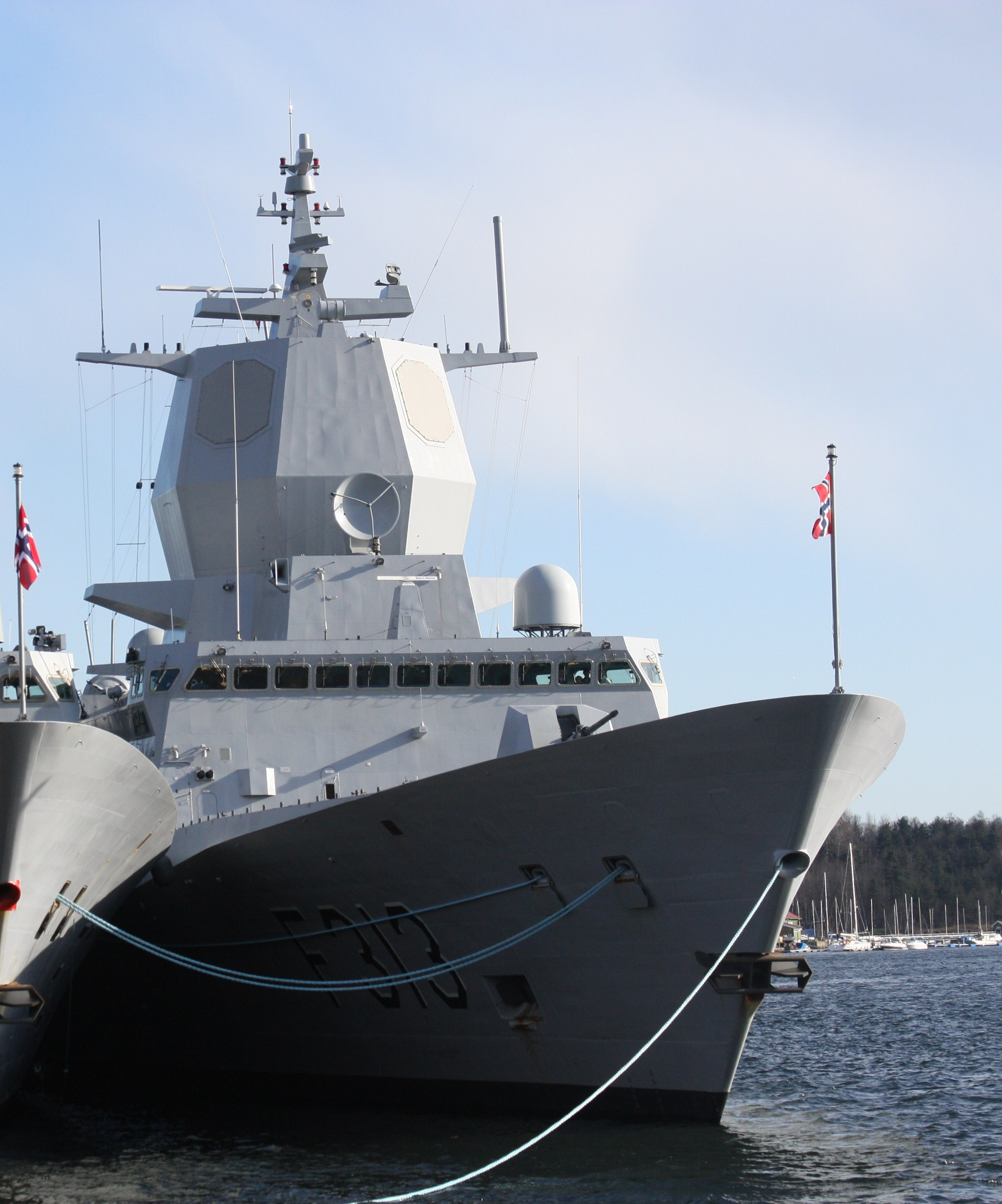
Norwegische Fregatte KNM Helge Ingstad

- Ritter 1. Klasse des Sankt-Olav-Ordens (1965)[1]
- Kommandeur des Sankt-Olav-Ordens (1970)[1]
- Großkreuz des Sankt-Olav-Ordens (1991)[1]
- Ritter des Wasaordens[8]
- Ehrendoktor der Universität Oslo[1]
- Ehrendoktor der Universität Bergen[1]
- Ehrendoktor der Memorial University of Newfoundland[1]
- Ehrendoktor des St. Olaf College in Minnesota (1965)[9]
- Ehrenmitglied von Det Norske Videnskaps-Akademi[1]
- Ehrenmitglied von Det Norske Geografiske Selskap[1]
- Korrespondierendes Mitglied des Explorers Club[1]
- Medaille des Norwegischen Roten Kreuzes[1]
- Fridtjof-Nansen-Medaille der Universität Oslo (1965)[1]
- The Franklin L. Burr Award der National Geographic Society (1965)[1]
- Wahlberg-Medaille der Svenska Sällskapet för Anthropologi och Geografi (1967)[1]
- Gunnerus-Medaille von Det Kongelige Norske Videnskabers Selskab (1985)[1]
- The Patron Medal der Royal Geographical Society (1991)[1]
- Benennung einer Fregatte der Fridtjof-Nansen-Klasse nach ihm: KNM Helge Ingstad[10]
- Benennung eines Asteroiden nach ihm: (8993) Ingstad[11]

## Werke
- 1931: Pelsjegerliv blant Nord-Kanadas indianere (Sachbuch)
  - deutsche Übersetzung von Erwin Magnus: Pelzjägerleben in Kanada. Scherl, Berlin 1933.[12]
  - deutsche Übersetzung von Helen Uhlschmid: Mein Leben in der Wildnis. Wancura, Wien/Stuttgart 1957.[13]
- 1935: Øst for den store bre (Sachbuch)
- 1939: Apache-indianerne. Jakten på den tapte stamme (Sachbuch)
- 1941: Klondyke Bill (Roman)
  - deutsche Übersetzung von Helen Uhlschmid: Klondike Bill. Wancura, Wien/Stuttgart 1956.[14]
- 1946: Siste båt (Theaterstück)
- 1948: Landet med de kalde kyster (Sachbuch)
- 1951: Nunamiut. Blant Alaskas innlandseskimoer (Sachbuch)
- 1959: Landet under leidarstjernen. En ferd til Grønlands norrøne bygder (Sachbuch)
- 1965: Vesterveg til Vinland. Oppdagelsen av norrøne boplasser i Nord-Amerika (Sachbuch)
  - deutsche Übersetzung von Karl und Käthe Christiansen: Die erste Entdeckung Amerikas. Auf den Spuren der Wikinger. Ullstein, Berlin / Frankfurt am Main / Wien 1966.[15]
- 1974: Samlede reiseskildringer (7 Bände)
- 1985: The Norse Discovery of America (mit Anne Stine Ingstad)
- 1987: Svalbard-sangen (vertont von Øistein Sommerfeldt)
- 1996: Oppdagelsen av det nye land. Helge Ingstad (mit Anne Stine Ingstad)
- 1999: Verker i samling (8 Bände)